# Glenn Loury
Glenn Cartman Loury (nacido el 3 de septiembre de 1948) es un economista americano, académico y autor. En 1982, a la edad de 33 años, se convirtió en el primer afroamericano en ser nombrado profesor titular de economía en la historia de la Universidad de Harvard. Es profesor de Ciencias Sociales de Merton P. Stoltz, y de Economía en la Universidad Brown.
Loury alcanzó notoriedad durante la era Reagan como destacado intelectual conservador negro. A mediados de la década de 1990, tras un periodo de reclusión, adoptó posturas más progresistas. En la actualidad, Loury se ha vuelto a alinear en cierto modo con las opiniones de la derecha estadounidense, siendo descrito por The New York Times en el año 2020 como una persona cuya orientación política como "de tendencia conservadora".

## Educación y primeros años
Loury Nació en el sur de Chicago, Illinois, y creció en un barrio carenciado. Antes de ir a la universidad tuvo y crio dos niños, y los apoyó con un trabajo en una planta de impresión. Cuando no estaba trabajando tomaba clases en la Universidad de Southeast, donde ganó una beca para estudiar en la Universidad de Northwestern. En 1972,  recibió su Bachelor de Artes en matemáticas de la Universidad Northwestern. Después continuó sus estudios para conseguir su doctorado en economía del Instituto de Massachusetts de Tecnología en 1976, otorgado por su disertación doctoral titulada Ensayos en la Teoría de la Distribución de Ingresos, bajo la supervisión de Robert M. Solow. Durante la conclusión de su Ph.D. en el MIT,  conoció a su futura mujer, Linda Datcher Loury.

## Carrera
Después de conseguir el doctorado, Loury se convirtió en profesor de economía asistente en la Universidad Northwestern. En 1979 se mudó para enseñar en la Universidad de Míchigan, donde continuó siendo profesor asistente hasta que fue promovido al cargo de Profesor de Economía desde 1980 hasta 1982. En 1982, a la edad de 33, Loury se convirtió en el primer profesor titular de economía negro en la historia de la Universidad de Harvard. Se mudó a la Escuela Kennedy de Gobierno de Harvard después de dos años, sintiendo que el puesto de profesor de economía era una equivocación porque no «todavía no se había establecido plenamente como científico».
En 1984, Loury atrajo la atención de la crítica con el libro Un nuevo dilema americano, publicado en La República Nueva, en el que pone en relieve lo que él denomina «fracasos fundamentales en la sociedad negra», como «el rezagado rendimiento académico del alumnado negro, el índice alarmantemente alto de delitos de negros cometidos contra negros, y el aumento preocupante de embarazos tempranos no deseados entre los negros».
En 1987, la carrera de Loury continuó su ascenso cuando fue seleccionado para ser el próximoSubsecretario de Educación, una colocación que le habría hecho la segunda persona negra de mayor ranking  en la administración del gobierno de Reagan. Aun así, Loury se retiró de la lista de potenciales candidatos el 1 de junio, tres días luego de haber sido acusado de asalto con agresión después de una «pelea de amantes» con una mujer de 23 años; más tarde se retirarían los cargos. Loury sería arrestado más tarde por posesión de cocaína.
Después de un periodo subsiguiente de reclusión y autorreflexión, Loury reemergió como cristiano renacido y se describió a sí mismo como un «negro progresista». Loury dejó Harvard en 1991 para ir a la Universidad de Boston, donde encabezó el Instituto de Raza y División Social. En 2005, Loury dejó la Universidad de Boston por la Universidad Brown, donde fue nombrado profesor en el Departamento de Economía, e investigador asociado en el Centro de Entrenamiento y Estudios de Población.
Las áreas de estudio de Loury incluyen teoría microeconómica aplicada, economía del bienestar, teoría de juegos, organización industrial, economía de recursos naturales, y economía de distribución de ingresos. Además de economía, también ha escrito extensamente sobre temas de desigualdad racial y política social. Loury atestiguó en asuntos raciales ante el Comité del Banco del Senado el 4 de marzo de 2021, y se presentó en la Serie de Lecturas de Benson el 8 de febrero de 2021.
Loury Estuvo fue elegido como miembro del La Sociedad Econométrica en 1994, Vicepresidente de la Sociedad de Economía americana en 1997, miembro de la Academia americana de Artes y Ciencias en el 2000, y miembro de la Sociedad Filosófica americana en 2011. También fue elegido Presidente de la Asociación de Economía Oriental en 2013. Loury es un miembro del Consejo en Relaciones Extranjeras, y es uno de los principales colaboradores académicos del proyecto 1776 Unites.
En junio de 2020, Loury publicó una refutación a una carta que la presidenta de la Universidad Brown, Christina Paxson, envió al alumnado en respuesta al asesinato de George Floyd a manos de un policía. Loury cuestionó el propósito de la carta de Paxson, diciendo que o bien «afirma lugares comunes a los cuales todos nos podemos suscribir o, más amenazadoramente, afirma posiciones polémicas y discutibles como si fueran certezas axiomáticas».
Loury es el anfitrión del Espectáculo de Glenn, en Bloggingheads.tv con John McWhorter, donde a menudo tratan sobre cuestiones de raza y educación.

## Vida personal
La primera esposa de Loury, Linda Datcher Loury, murió en 2011. Desde entonces se ha vuelto a casar. 

## Publicaciones
- Loury, Glenn (1995). One by One From the Inside Out: Essays and Reviews on Race and Responsibility in America (First edición). New York: Free Press. ISBN 978-0-02-919441-6.
- «Social Exclusion and Ethnic Groups: The Challenge to Economics». Boston University. 1999.
- Loury, Glenn (2002). The Anatomy of Racial Inequality. Cambridge, MA: Harvard University Press. ISBN 978-0-674-00625-6.
- Loury, Glenn; Modood, Tariq; Teles, Steven (2005). Ethnicity, Social Mobility and Public Policy: Comparing the US and the UK. Cambridge, MA: Harvard University Press. ISBN 978-0-521-82309-8.
- Loury, Glenn; Karlan, Pamela; Wacquant, Loic; Shelby, Tommie (2008). Race, Incarceration, and American Values. A Boston review book. Cambridge, MA: MIT Press. ISBN 978-0-262-12311-2.